# Mindy Sterling
Mindy Lee Sterling (Paterson, 11 juli 1953) is een Amerikaans actrice en comédienne. Ze maakte in 1981 haar filmdebuut in The Devil and Max Devlin. Sindsdien was ze in meer dan dertig verschillende rollen op het witte doek te zien. Sterling speelt onder meer Frau Farbissina, de professionele en kortstondige liefdespartner van Dr. Evil in zowel Austin Powers: International Man of Mystery, Austin Powers: The Spy Who Shagged Me als Austin Powers in Goldmember.

## Filmografie
*Exclusief televisiefilms
| - Minions: The Rise of Gru (2022) - Jesus People: The Movie (2009) - The Big Idea (2009) - Spring Breakdown (2009) - Extreme Movie (2008) - Happy Wednesday (2008) - Wieners (2008) - Beyond the Pale (2007) - Goldfish (2007) - Reno 911!: Miami (2007) - Frank (2007) - Shredderman Rules (2007, televisiefilm) - Pro-Choice (2006) - Ice Age: The Meltdown (2006, stem) - The Enigma with a Stigma (2006) - Cook-Off! (2006) - Domestic Import (2006) - Getting Played (2005) | - The 12 Dogs of Christmas (2005) - EuroTrip (2004) - Austin Powers in Goldmember (2002) - Totally Blonde (2001) - Barstow 2008 (2001) - How the Grinch Stole Christmas (2000) - The Sky Is Falling (2000) - Drop Dead Gorgeous (1999) - Austin Powers: The Spy Who Shagged Me (1999) - Idle Hands (1999) - Austin Powers: International Man of Mystery (1997) - Man of the Year (1995) - The Crazysitter (1995) - The Favor (1994) - House (1986) - UFOria (1985) - The Devil and Max Devlin (1981) |

## Televisieseries
*Exclusief 5+ eenmalige gastrollen
- Legit (2013–2014)
- A.N.T. Farm - Susan Skidmore (2012-)
- iCarly - Ms. Briggs (2007-2009, zes afleveringen)
- Chowder - Ms. Endive (2007-2009, 22 afleveringen)
- My Own Worst Enemy - Arlene Scott (2008, vijf afleveringen)
- Robot Chicken - Woman (2006-2008, vier afleveringen)
- Tak & the Power of Juju - Chaka Ungataka (2007-2008, twee afleveringen)
- Higglytown Heroes - Aunt Mellie (2004-2007, twee afleveringen)
- Justice League - Enid Clinton (2005, twee afleveringen - stem)
- Reno 911! - Mrs. Leonard (2004, twee afleveringen)
- Invader ZIM - Countess von Verminstrasser (2002, twee afleveringen - stem)
- Manhattan, AZ - Lona (2000, zeven afleveringen)
- Saved by the Bell: The College Years - Clara Meade (1993, twee afleveringen)
- The Larry Sanders Show - Schrijfster (1992, twee afleveringen)
- On the Television - Verschillende (zeven afleveringen)
- Avatar: The Legend of Korra - Lin Beifong (stem)